# Forn de calç de Can Palau
El Forn de calç de Can Palau és una obra de Darnius (Alt Empordà) inclosa a l'Inventari del Patrimoni Arquitectònic de Catalunya.

## Descripció
Forn situat al camí que porta a Can Palau, del qual es conserven les parets de l'interior, amb el paredat de pedres irregulars. També es conserva el mur exterior, tot i que cobert per la vegetació. L'element més interessant és la porta del forn situada sota una volta d'arc rebaixat, amb els estreps fets amb carreus grans a l'exterior i més petits a l'interior, i amb la volta feta de maó.